# كريستيان لودفيغ ماير
كريستيان لودفيغ ماير (بالألمانية: Christian Ludwig Mayer)‏ هو عازف جاز وملحن وعازف بيانو ألماني، ولد في 21 مارس 1974 في كمبتن في ألمانيا.

## وصلات خارجية
- كريستيان لودفيغ ماير على موقع IMDb (الإنجليزية)
- كريستيان لودفيغ ماير على موقع ميوزك برينز (الإنجليزية)
- كريستيان لودفيغ ماير على موقع ديسكوغز (الإنجليزية)